# Прокопчук Олександр Васильович
Олександр Васильович Прокопчук (нар. 18 листопада 1961 року, місто Коростень, Житомирська область) — російський державний діяч, поліцейський. Начальник російського центрального бюро Інтерполу, віце-президент Інтерполу з 10 листопада 2016 року.

## Життєпис
Народився 18 листопада 1961 року в місті Коростень, Житомирської області. 1983 року закінчив Київський університет за спеціальністю «Романо-германські мови і література». Володіє англійською, німецькою, французькою, італійською, польською мовами.
Починав кар'єру в комсомольських організаціях Української РСР, працював у Житомирському обкомі комсомолу.
1986 року переїхав до Москви разом з призначеним першим секретарем Центрального комітету ВЛКСМ Віктором Мироненком.
З початку 1990 років працював у Управлінні міжнародного співробітництва держкомітету РФ з вищої освіти, в 1993—1995 рр. був асистентом голови Державного комітету РФ з вищої освіти Володимира Кинельова, заступник начальника Управління міжнародного співробітництва Міністерства загального та професійного освіти РФ; займався питаннями організації міжнародних академічних обмінів студентів та учнів.
З 1996 року — в податкових і правоохоронних органах, був керівником Департаменту кадрової політики, начальника Управління внутрішньої безпеки та захисту інформації міністерства РФ з податків і зборів, першого заступником начальника Головного управління безпеки і боротьби з корупцією, начальника Управління інформації і громадських зв'язків Федеральної служби податкової поліції РФ.
2000 — закінчив Всеросійську державну податкову академію за фахом «юриспруденція». Кандидат економічних наук.
З 2003 року — служить в органах внутрішніх справ. Обіймав посади — начальника Федеральної служби з економічних і податкових злочинів МВС Росії; начальника управління правового регулювання і організації міжнародної взаємодії Департаменту економічної безпеки МВС Росії.
28 серпня 2003 року отримав звання «генерал-майор міліції».
12 травня 2006 року призначений заступником начальника Національного Центрального Бюро Інтерполу при МВС Росії — начальником Російського національного контактного пункту із взаємодії з Європолом.
14 червня 2011 року отримав спеціальне звання генерал-майора поліції. Призначений начальником Національного центрального бюро Інтерполу Міністерства внутрішніх справ РФ.
10 листопада 2016 року на 85-й Генеральній Асамблеї (ГА) Інтерполу, начальник Національного центрального бюро (НЦБ) Інтерполу МВС Росії генерал-майор поліції Олександр Прокопчук був обраний на посаду віце-президента Інтерполу.

## Сім'я
- Брат — Прокопчук Ігор Васильович (1968), український дипломат. Постпред України при ОБСЄ[5][6][7].